# Anna Mollwo
Anna Mollwo (* 18. November 1874 in Lübeck; † 10. April 1952 ebenda) war eine deutsche Malerin.

## Leben

### Familie
Anna Mollwo war die Tochter des Lehrers am Lübecker Katharineum Ludwig Wilhelm Heinrich Mollwo (* 25. Oktober 1832 in Lübeck; † 1922) und dessen Frau Luise, geb. Haltermann, einer Tochter von Heinrich Wilhelm Haltermann. Der Historiker Ludwig Mollwo war ihr älterer Bruder, der Physiker Erich Mollwo war ihr Neffe, und der Wirtschaftshistoriker Carl Mollwo war ihr Cousin.
Von 1922 bis zu ihrem Tod war sie in Lübeck ansässig, so war sie 1933 in der Marlistr. 64a verzeichnet.

### Werdegang
Nach dem Besuch der Lübecker Malschule des Freiherrn Willibald Leo von Lütgendorff-Leinburg ging Anna Mollwo für ihre weitere Ausbildung zu dem Landschaftsmaler Otto Modersohn, der 1889 zusammen mit Fritz Mackensen und weiteren Malern die Künstlervereinigung Worpswede gegründet hatte.
Seit 1914 beteiligte sie sich an Ausstellungen in Lübeck, so unter anderem 1914 im St. Annen-Museum und von 1918 bis 1931 an den Ausstellungen der Vereinigung Lübecker Bildender Künstler, 1922 im Städtischen Museum in Flensburg sowie 1926, anlässlich der 700-Jahr-Feier zur Reichsfreiheit Lübecks, und 1947 auf Sylt.

### Künstlerisches Wirken
In der Schleswiger Grenzpost vom 11. Mai 1922 wurden die Ölbilder von Anna Mollwo wie folgt beschrieben: Vorwiegend impressionistisch eingestellt ... Anna Mollwo liebt fröhliche Freilichtereien und läßt blaue Luft und Sonne und Wolken und weiße Wäsche über ländliche Gebäude wehen.
Ihre stimmungshaften Radierungen zeigen Ansichten von Lübeck.

## Werke (Auswahl)
Im Museum für Kunst und Kulturgeschichte der Hansestadt Lübeck in Lübeck befinden sich dreizehn Radierungen von Anna Mollwo.